# Astronomia nova
Astronomia Nova prvo je pisano djelo njemačkog astronoma Johannesa Keplera.

## Pozadina
Bracheovom smrću završava jedno razdoblje Keplerovog života i počinje drugo, u kojemu je došao do iznimnih otkrića.
Astronomia nova njegovo je najvažnije djelo. U njemu je objavio svoje najvažnije otkriće o eliptičnom kretanju planeta: Prvi Keplerov zakon. Sadržaj se temelji na Bracheovim proučavanjima.
Kepler je knjigu dovršio 1606. godine, no tiskanje i čekanje na carevih (njemu je posvećeno djelo) 400 florina je trajalo tri godine pa knjiga izlazi 1609. godine.
U njoj je, između ostaloga, opisano kako se Kepler sam latio zadatka određivanja prave staze Zemlje u odnosu na Sunce. Radeći na ovome postavio je jednu odlučnu pretpostavku, koja je na sreću približno zadovoljavala: tj. da je planet, kada je u istom smjeru sa Suncem (u odnosu na pozadinu zvijezda), uvijek jednako udaljen od Sunca. Ova je pretpostavka približno točna za određeno vrijeme, takva kakvu su obuhvaćala promatranja Tycha Brachea.
Na slici[Kojoj slici?] S predstavlja Sunce, a M položaj Marsa. Izaberimo niz trenutaka kada je smjer od S prema M uvijek isti, a kako smo rekli, udaljenost od S do M je uvijek ista. S obzirom na to da je vrijeme ophoda Zemlje različito od vremena ophoda Marsa, kada Mars bude u nekom položaju prema Suncu, Zemlja neće općenito biti u istom položaju. Zato dobivamo niz položaja E1, E2, E3 itd. za Zemlju. Kad je Zemlja u položaju E1, promatranja daju i kut između MS i S E1 i također kut između M E1 i E1S. Prema tome, kutovi trokuta su poznati, tako da se omjer udaljenosti od S do M i od S do E1 može izračunati. Određujući ovo za svaki položaj Zemlje E1, E2, E3 itd., Kepler je dobio odgovarajuće vrijednosti Zemljine udaljenosti od Sunca na raznim položajima ili točkama njene staze, što je udaljenost od S do E1 od S do E2 i tako redom. Na taj način je mogao ucrtati stazu Zemlje unutar točnosti koju su dala promatranja. Uvidio je da je to Ptolemejeva konstrukcija.
Ako staza Zemlje odgovara Ptolemejevoj konstrukciji, možda ona odgovara i svim stazama ostalih planeta. Zato je Keplerov sljedeći korak bio da upotrijebi konstrukciju slike za sve planete, ali, naravno, s različitim smjerovima za pravac od S prema C i s različitim vrijednostima za ekscentricitete staza (što će reći, s različitim vrijednostima za odnose udaljenosti SC prema udaljenosti CP). Sada je Kepler popravio dvije Kopernikove pogreške. Dodao je Zemljinom kretanju epicikl i ispravno je ustanovio da Sunce nije središte glavnog kruga Zemlje nego centar svih staza planeta.
Ako uzmemo u obzir da je Ptolemejeva teorija vladala gotovo 1400 godina i da je Kopernikova teorija postojala gotovo 100 godina, moglo se očekivati da će ta nova slika vrijediti neko vrijeme. U biti je Kepler ponovo otkrio da su eliptična kretanja planeta ispravna za prvi red ekscentričnosti, te se moglo očekivati da je to velika prekretnica u astronomiji. Ironija sudbine je tada htjela da se nova slika nije zadržala ni godinu dana. Vlastita promatranja Tycha Brachea, koja su omogućila Kepleru da ispravi Kopernikovu teoriju, sama su pokazala da Keplerova slika ne predstavlja točno kretanje Marsa po njegovoj stazi. U slučaju Marsa udaljenost od C do S je gotovo 10% udaljenosti od C do P. Dakle konstrukcije na slikama gore (prva i lijevi dio druge) nisu iste kad se uzmu u obzir veličine ekscentriciteta s drugom potencijom; a član s kvadratom ekscentričnosti daje razliku od 1/400. Ovo znači da Keplerova teorija daje položaj Marsa s pogreškom od 1/4%. Prema tome, stvarni se položaj Marsa može razlikovati od izračunatog položaja za oko 8 minuta, a ova razlika se nalazi unutar područja točnosti promatranja Tycha Brachea. Naravno, Mars nije uvijek izvan izračunatog položaja. U točkama perihela i afela, na primjer, greška je bila sasvim drugačija od one kad se Mars nalazio u nekom srednjem položaju svoje staze. U stvari, izračunavanja katkada daju položaje Marsa gotovo točno, ali su se na nekim drugim položajima odstupanja od 8' ponovo pokazala. Vjerojatno je da većinu ljudi takva odstupanja ne bi značajnije interesirala. Oni bi bili zadovoljni činjenicom da teorija daje približno ispravna predviđanja. Situacija je za sve druge planete bila mnogo bolja, osim za slučaj Merkura, za kojega promatranja nisu bila potpuna. Ali, ponovo se pokazuje da Kepler nije bio čovjek koji bi prešao preko takvih pogrešaka. Upravo kako se on odlučio da nađe pravu stazu Zemlje, sada se odlučio da nađe pravu stazu Marsa. Izračune je ponovio 70 puta na 900 stranica teksta koje je sačuvao. 
Kepler se ovim određivanjem pokazao kao veliki otkrivač, a ne samo kao korektor dviju pogrešaka u Kopernikovom radu.
Prije nego promotrimo Keplera u ovoj ulozi, treba reći malo o konstrukciji na prvoj slici:
Kako je moguće znati da je pravac od S prema M uvijek usmjeren u stalan smjer za svaku točku E1, E2, E3 , itd.? Poznavajući ophodno vrijeme Marsa i uzimajući sigurno da su točke E1, E2, E3 itd. uzete iz određenog broja Marsovih godina. 
Zatim, kako su se izmjerili kutovi u trokutu SME? Kut SEM je bio dan. Iz neposrednog promatranja. Kut SME se također mogao odrediti neposrednim promatranjem: Uzevši da je zvijezda prema kojoj je usmjeren pravac SM poznata unaprijed; sve što je bilo potrebno učiniti, je izmjeriti kut između zvijezda u smjeru od E prema M i onih u smjeru od S prema M. Potrebna informacija, tj. smjer prema kojem je pravac SM usmjeren, mogla se dobiti pod pretpostavkom da se jedna od točaka E1, E2, E3 , itd. nalazi na pravcu SM, što će reći, ako je jedna od točaka koje su izabrane u opoziciji Marsa.
Došli smo do Keplerova određivanja prave staze Marsa. Metoda, koja je iskorištena, bila je složena u svim detaljima; ali je njen princip bio jednostavan da se izvede rad koji je prikazan na slici gore za veći broj smjerova pravca SM (udaljenosti Marsa od Sunca u raznim trenucima). Staza Zemlje je ista za sve slučajeve, a ovo dopušta da udaljenosti od S do M budu neposredno usporedne u raznim slučajevima. Rezultat je pokazao da staza Marsa ima oblik simetričnog ovala, a Sunce se nalazi na velikoj osi ovala. Ovalu je lako opisati krug(slika dolje)
Za bilo koju točku P ovala može se naći odgovarajuća točka Q na krugu. Ako povučemo pravac okomit na veliku os ovala, Q je jednostavno točka u kojoj ovaj okomiti pravac siječe opisani krug.
Poslije mnogih pokušaja i krivih početaka Kepler je konačno načinio značajno otkriće, da je udaljenost od Sunca S do planeta P uvijek dana, bez obzira gdje je planet bio na svojoj stazi, sljedećim jednostavnim odnosom. Udaljenost SP je uvijek jednaka udaljenosti CI smanjenoj za produkt CI i nekog stalnog broja, kojeg možemo označiti s e i kosinusa kuta QCI. Ovo možemo mnogo kraće napisati u formi: 
Ovo je relacija za točku na elipsi sa Suncem S u jednom od njenih žarišta. Veliki je problem na kraju bio riješen. Planeti se kreću po elipsama, a Sunce se nalazi u jednom od žarišta elipse. Tako je princip kretanja po krugovima konačno odbačen.
Još jedno važno Keplerovo otkriće objavljeno u knjizi; da putanje planeta nisu u istoj ravnini. Izmjerio je da je konstantni nagib između putanja Zemlje i Marsa 1 stupanj i 50 minuta.